# Mo lei tau
Le mo lei tau (無厘頭 en cantonais, 无厘头文化 en mandarin, lit. « ça ne veut rien dire » ou « ça n'a aucun sens ») est un genre d'humour absurde originaire de Hong Kong, apparu à la fin du XXe siècle et qui s’est beaucoup développé grâce à son utilisation dans les médias modernes, surtout au cinéma où l'exemple le plus connu à l'international est Shaolin Soccer. Son humour provient du placement d'éléments surprenants et incongrus et de l'interaction complexe des subtilités culturelles. Il se constitue typiquement de parodies décalées, de juxtaposition de contrastes, de surprises soudaines, autant dans les dialogues que dans l'action, et d'anachronismes improbables et délibérés.
Durant une interview de Stephen Chow pour la saison 2006 d'Asian Invasion (en), le critique de films Jonathan Ross appelle ce genre « conversations idiotes », une étiquette que Chow est heureux d'accepter.

## Sémantique
« Mo lei tau » est un terme cantonais qui peut être vaguement traduit mot à mot par « sans source », mais est généralement transcrit en « n'a aucun sens ». La phrase originale est mo lei tau gau (無厘頭尻) qui signifie littéralement « ne peut pas différencier la tête et la queue ». Cependant, en cantonais, le mot gau qui désigne la fin de la colonne vertébrale est souvent utilisé vulgairement pour désigner le pénis. Ainsi, pour éviter de dire le mot gau, la phrase est abrégée en mo lei tau.

### Mots-clés associés
Une autre phrase en cantonais utilisée de la même manière est gau mmm daap baat (九唔搭八), traduit littéralement par « neuf ne suit pas huit », et est considéré comme complètement absurde, mais d'une manière un peu comique.

## Histoire
L'humour mo lei tau est un phénomène récent dans la culture de Hong Kong.

### Les années 1970 et 1980
Au cinéma, les premiers partisans de cette forme d’humour sont probablement les frères Hui (Michael Hui, Sam Hui et Ricky Hui) travaillant à la fin des années 1970 et au début des années 1980, bien que leurs comédies n'aient jamais été spécifiquement étiquetée comme étant mo lei tau. Le film La Mission fantastique (1983) avec Jackie Chan peut être considéré comme un autre premier exemple du genre.

### Les années 1990 et les contributions de Stephen Chow

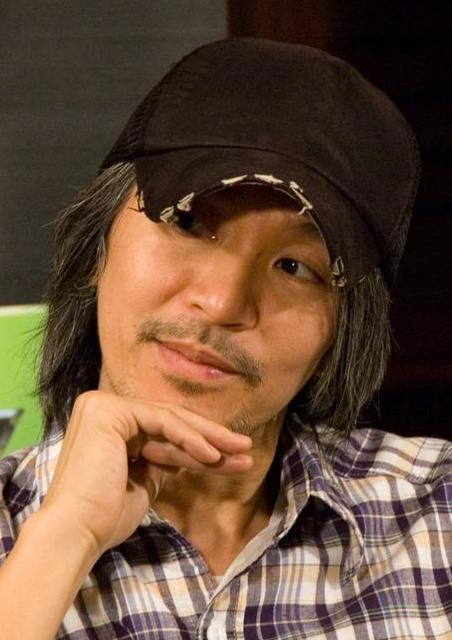
Stephen Chow est de loin l'acteur le plus célèbre du mo lei tau, étant apparu dans de nombreux films de ce genre au début des années 1990, généralement dans le premier rôle, par exemple dans la trilogie à succès Fight Back to School.

Immédiatement après les manifestations de la place Tian'anmen de 1989 et les tensions qui en résultèrent, le caractère distrayant du mo lei tau conduit à une augmentation de sa popularité et est depuis devenu synonyme des comédies de Stephen Chow. L'un des classiques du mo lei tau au cinéma est le film All for the Winner (1990).
Comme illustré par les films de Chow dans les années 1990 à Hong Kong, le mo lei tau se développe en une forme d’humour absurde à qui il arrive d'ignorer les conventions narratives. C'est absurde de la même manière que le sont les poèmes d'Edward Lear, où des éléments non pertinents sont en quelque sorte réunis, par opposition aux romans de Lewis Carroll, par exemple, où le non-sens repose sur un jeu de la logique ou de la sémantique. Généralement, une scène de mo lei tau donne un sentiment d'incongruité, consistant en une plaisanterie comique rapide, des anachronismes, des références au quatrième mur, et des jeux de mots et de l'argot cantonais.
Considéré comme faisant partie intégrante de la culture populaire de Hong Kong, certains le considèrent comme unique et intraduisible. Comparés aux comédies occidentales, les films de mo lei tau portent une grande attention sur les calembours et autres jeux de mots en cantonais.

## Caractéristiques
Un jeu de scène de mo lei tau peut être soit verbale soit gestuel.
Un exemple verbal est la réplique culte Chor dai yum daam cha, sik gor bau (坐低飲啖茶，食個包), signifiant « Assieds-toi, prends une gorgée de thé et un bao (gâteau chinois) », prononcé la première fois par Stephen Chow dans la série télévisée The Final Combat (蓋世豪俠). La phrase est devenue typique du mo lei tau car elle est répétée lors de situations non pertinentes et inappropriées. Elle sert également de dispositif comique (en) parce que les actions suggérées par s'asseoir, boire et manger sont simples et tellement normales.
Un exemple gestuel est une scène d'un film mo lei tau : un homme est battu par d'autres mais reste toujours debout. Il dit avec courage à son ami qu'il peut sans problème battre ses assaillants, après quoi son ami répond : « Ouah ! Après avoir été frappé si fort, vous pouvez toujours parler ? Si c'était moi, je vomirais tout de suite ! ». L'homme se met tout de suite à vomir. La scène est un classique, mais on peut toujours la voir aujourd'hui, par exemple dans le film Initial D (2005).

## Exemples de films
- Mr Boo fait de la télévision (1978)
- Legend of the Owl (1981)
- La Mission fantastique (1982)
- All for the Winner (1990)
- Legend of the Dragon (1991)
- Fight Back to School (1991)
- Fight Back to School 2 (1992)
- Royal Tramp (1992)
- Royal Tramp 2 (1992)
- King of Beggars (1992)
- Fight Back to School 3 (1993)
- Future Cops (1993)
- Flirting Scholar (1993)
- La Légende de l'aigle chasseur de héros (1993)
- Love on Delivery (1994)
- Bons Baisers de Pékin (1994)
- Le Roi singe (1994)
- Sixty Million Dollar Man (1995)
- Out of the Dark (1995)
- Forbidden City Cop (1996)
- Iron Chef (1996)
- The God of Cookery (1996)
- King of Comedy (1999)
- Shaolin Soccer (2001)
- Crazy Kung-Fu (2004)